# NN-118
La carretera NN‑118 es una vía departamental secundaria ubicada en el departamento de Chontales. Esta ruta comunica las comunidades de Los Limones con Talolinga, facilitando el tránsito en una región mayormente rural.

## Trazado y cruces
| km   | Localidad / Punto | Departamento | Conexión / Ruta |
| ---- | ----------------- | ------------ | --------------- |
| 0,0  | Los Limones       | Chontales    | NN 117          |
| 13,4 | Talolinga         | Chontales    | Camino rural    |

## Coordenadas
Uno de los tramos de la NN‑118 puede ser encontrado en las coordenadas: 11°38′48″N 84°24′00″O / 11.6468, -84.4000